# Gas de escape

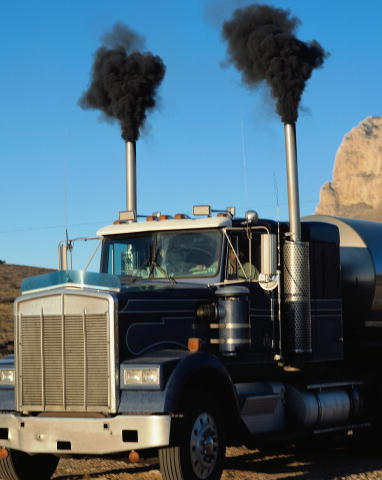
Un camión diesel emitiendo gas de escape al poner en marcha su motor. Este gas contiene gran cantidad de partículas de hollín.

El gas de escape de una combustión es el gas que sale a la atmósfera a través de un conducto, que es un tubo o canal para el transporte de gases de escape de un generador de chimenea, horno o caldera de vapor.
Muy a menudo el gas de combustión se refiere al gas de escape de la combustión producida en las plantas de energía. Su composición depende de lo que se está quemado, pero generalmente consistirá en su mayoría de nitrógeno (normalmente más de dos tercios) derivado del aire de combustión, dióxido de carbono (CO2), y vapor de agua, así como exceso de oxígeno (también derivado del aire de combustión). Contiene, además, un pequeño porcentaje de un número de contaminantes como partículas de hollín, monóxido de carbono, óxidos de nitrógeno y óxidos de azufre.

## Limpieza

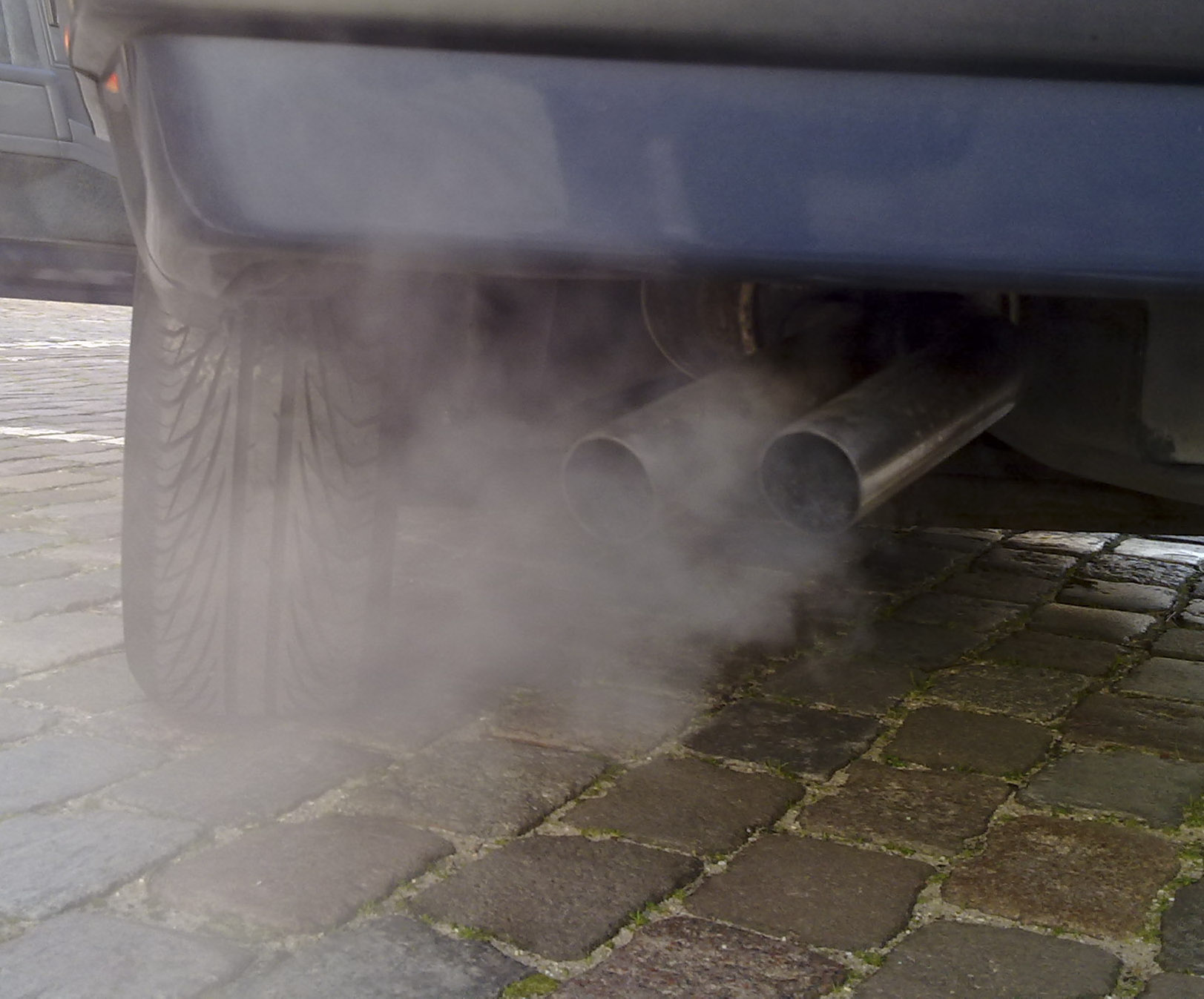
Gas de escape

En las plantas de energía, el gas de combustión se trata a menudo con una serie de procesos y depuradores químicos que eliminan contaminantes. Los precipitadores electrostáticos o filtros de tela eliminan partículas y la desulfuración de gases de combustión captura el dióxido de azufre producido por la quema de combustibles fósiles, especialmente el carbón.
Los óxidos de nitrógeno son tratados ya sea por modificaciones en el proceso de combustión para evitar su formación o por alta temperatura o reacción catalítica con amoníaco o urea. En cualquier caso, el objetivo es producir gas nitrógeno, en lugar de los óxidos de nitrógeno.
En los Estados Unidos existe un conjunto de tecnologías para eliminar el mercurio de los gases de combustión a través de adsorción en diferentes adsorbentes o por captura de sólidos inertes como parte del producto de desulfuración de gases de combustión. Tal lavado puede conducir a la recuperación significativa de azufre para su uso posterior industrial.
Las tecnologías basadas en la captura por aminas para la eliminación de CO2 de los gases de combustión se han desplegado para proporcionar alta pureza de CO2 de gas a la industria de alimentos y para la recuperación mejorada de petróleo. Se está investigando como un método para captura de CO2 y su almacenamiento a largo plazo como medio de remediación de gas de efecto invernadero, y ha comenzado a aplicarse de forma limitada en el comercio (por ejemplo, el campo de Sleipner West en el Mar del Norte, que opera desde 1996).
Hay una serie de tecnologías probadas para la eliminación de los contaminantes emitidos por las centrales eléctricas que están disponibles ahora. También hay mucha investigación en curso sobre las tecnologías que eliminen aún más contaminantes del aire.